# Cameron Daddo

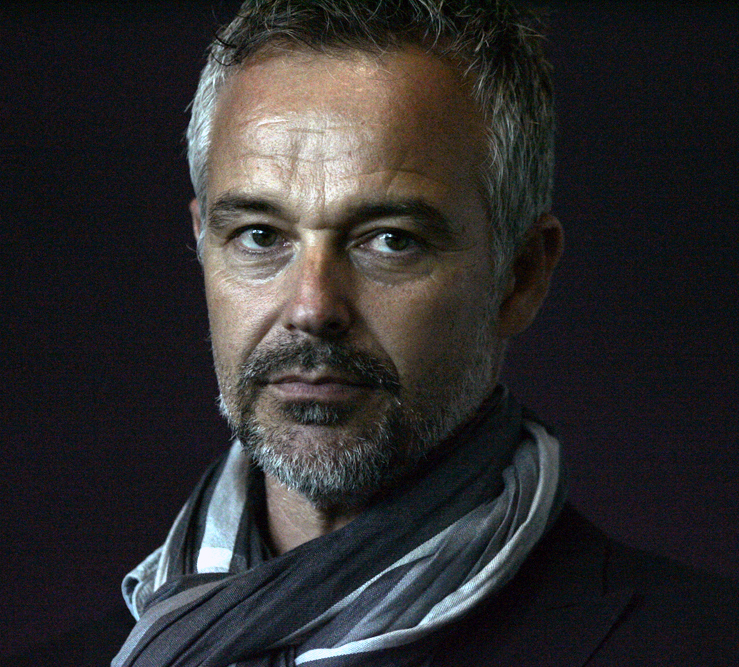
Cameron Daddo (2012)

Cameron Daddo (* 7. März 1965 in Melbourne; gebürtig Cameron Peter Daddo) ist ein australischer Schauspieler und Musiker.

## Leben und Leistungen
Daddo moderierte in den Jahren 1987 und 1988 die Fernsehsendung Perfect Match, wofür er im Jahr 1987 für den australischen Logie Award nominiert wurde. Er debütierte als Schauspieler im für das Fernsehen produzierten Kriegsfilm The Heroes aus dem Jahr 1988. In dem nach einer Erzählung des Schriftstellers Reg Watson entstandenen Fernsehfilm Bony übernahm er im Jahr 1990 die Titelrolle. Diese Rolle verkörperte er mit Erfolg noch einmal im Jahr 1992, als Titelheld der 13-teiligen deutsch-australischen Kriminalserie Bony und sein Kommissar. Die Rolle in der Miniserie Golden Fiddles (1991) brachte ihm im Jahr 1992 den Logie Award. Im Jahr 1992 zog er in die Vereinigten Staaten. Im gleichen Jahr wurde sein Musikalbum A Long Goodbye veröffentlicht.
Im Thriller Anthrax (2001) spielte Daddo die Hauptrolle. Im Erotikthriller Zebra Lounge (2001) verkörperte er den Ehemann von Wendy Barnet (Brandy Ledford), der gemeinsam mit Louise Bauer (Kristy Swanson) und Jack Bauer (Stephen Baldwin) Partnertausch ausprobiert. In den Jahren 2003 und 2004 war er an der Seite von Natasha Henstridge in der Action-Fernsehserie She Spies – Drei Ladies Undercover zu sehen. Im Filmdrama Chloe’s Prayer (2006) spielte er eine der größeren Rollen, außerdem produzierte er den Film mit.
Daddo heiratete im Dezember 1991 Alison Brahe, mit der er drei Kinder hat.

## Filmografie (Auswahl)
- 1988: The Heroes
- 1990: Bony: Fahrt in den Tod (Bony, Fernsehfilm)
- 1991: Golden Fiddles
- 1992: Bony und sein Kommissar (Fernsehserie)
- 1993: Der Preis der Lust (Between Love and Hate)
- 1994–1995: Models Inc. (Fernsehserie)
- 1996–1998: F/X (F/X: The Series, Fernsehserie)
- 1999–2000: Hope Island
- 2001: Anthrax
- 2001: Zebra Lounge
- 2002: Monk (Fernsehserie, 1 Folge)
- 2003–2004: She Spies – Drei Ladies Undercover (She Spies, Fernsehserie)
- 2005: Confession
- 2005: Pterodactyl – Urschrei der Gewalt (Pterodactyl)
- 2005: Six Months Later (Kurzfilm)
- 2005: Category 7 – Das Ende der Welt (Category 7: The End of the World)
- 2006: Big Mama’s Haus 2 (Big Momma's House 2)
- 2006: Chloe’s Prayer
- 2006: Inland Empire
- 2007: Drifter
- 2011: The Mentalist (Fernsehserie, eine Folge)